# 佐藤謙三
佐藤 謙三（さとう けんぞう、1910年11月5日 - 1975年1月25日）は、国文学者。國學院大學元学長。

## 経歴
1910年、神奈川県横浜市で生まれた。横浜第二中学校在学時に、関東大震災が発生し、自宅で被災した。國學院大學予科を経て、國學院大學国文科で学んだ。1933年に卒業し、同大学国文研究室助手に採用された。1935年に予科講師、1945年に予科教授に昇格。
戦後、1946年に文学部教授となった。1961年、学位論文『平安時代文学の研究』を國學院大學に提出して文学博士号を取得。1964年から文学部長を務め、1970年には國學院大學学長に就任した。1973年より病のため入院治療にあたったが、1975年、学長在職中に死去。

## 研究内容・業績
専門は主要な業績は、没後30年たって刊行された『佐藤謙三著作集』全5巻組に収録されている。また角川書店で『古語辞典』を複数編纂し、角川文庫版の「平家物語」、「今昔物語集」、「大鏡」他、多くの古典校注に携わった。日本三代実録」新版・戎光祥出版（各・共訳）の現代語訳も刊行した。

## 著作
著書
- 『平安時代文学の研究』角川書店 1960
- 『王朝文学前後』角川書店 1969
- 『義経記』平凡社東洋文庫
  - 新版 平凡社ライブラリー

著作集
- 『佐藤謙三著作集』(全5巻) 角川書店 2005年

1. 1巻 日本文学史
2. 2巻 新講枕草子
3. 3巻 物語文学論
4. 4巻 説話文学論
5. 5巻 随想・日記

## 資料
- 『激動の昭和と国学者の手記　佐藤謙三日記抄』安藤靖治ほか編、角川学芸出版 2011年
  - 改題『佐藤謙三著作集 日記篇補遺』(全6冊) 角川学芸出版 2011年
- 『昭和の跫音　佐藤謙三/教師群像』関根賢司著、おうふう 2008年
- 「関東大震災と佐藤謙三 : 被災地の社会状況を中心に」『國學院雑誌』125-4, 2024年, 23-39頁doi.